# إفريقا دي لاس إراس
ولدت عام 1909 في سبتة. كان والدها ضابطا اسبانيا انتقل بعد فترة إلى إسبانيا وزوج ابنته وهي في سن 19 سنة، كما جرت العادة في عائلته، من ضابط  كان من انصار الجنرال فرانكو. وانجبت إفريقا  ولدا، لكنه مات. فتأثرت كثيرا  بهذه المأساة  لفقدانها فرح الامومة وباتت تعاني من ازمة نفسية وتبحث عن مخرج منها قد يوصلها القدر اليه، فطلقت زوجها وصارت تلتحق بجميع الاحزاب اليسارية وشاركت في الحرب الاهلية إلى جانب الجمهوريين. ثم قبعت في السجن.
وفي عام 1937 وصلت إلى موسكو، شأنها شأن الكثير من اللاجئين الأسبان. واقترحوا عليها ان تنخرط في الاستخبارات السوفيتية كي تصبح عميلة سرية فيها. فقبلت الاقتراح وخدمت في الاستخبارات 40 سنة. وقامت باداء واجبات سرية كثيرة مثل مهمة عاملة لاسلكية في وحدات حرب الأنصار ابان الحرب الوطنية العظمى خلف خط الجبهة السوفيتية الالمانية حيث تعاونت مع رجل الاستخبارات المشهور نيقولاي كوزنيتسوف وكلفت بارسال تقاريره إلى موسكو. وقبل ذلك عملت مترجمة  لدى ليون تروتسكي في المكسيك، حيث ساعدت رامون مركادير في تدبير اغتيال الزعيم الشيوعي.
في عام 1947 اوفدتها قيادة الاستخبارات السوفيتية إلى امريكا حيث عملت خلال فترة تزيد عن 20 سنة وفتحت صالونا للازياء في أحد بلدان امريكا اللاتينية وشاركت  في عمليات سرية كثيرة،  بما فيها تلك التي تخص الاستحواذ على اسرار القنبلة الذرية الامريكية في اواخر الاربعينات ومطلع الخمسينات وأزمة صواريخ كوبا عام 1962.
تزوجت  افريقا 4 مرات. وآخر ازواجها كان العميل السري أيضا الايطالي جواني بيرتوني الملقب بماركو الذي كلفته موسكو نفسها ان يتزوجها. فخضعت لأمر الاستخبارات وظلت زوجة لماركو طيلة ثماني سنوات.
بعد عودتها إلى الاتحاد السوفيتي عام 1967 قامت افريقا بتدريس رجال الاستخبارات الشباب ونقل خبراتها الغنية اليهم ليتمكنوا من مواجهة الاوضاع الحرجة في ظروف العمل السري خارج الوطن.
ومنحتها الحكومة السوفيتية عام 1976 وسام لينين  . كما انها منحت قبل ذلك وسام الحرب الوطنية العظمى من الدرجة الثانية ووسامي النجمة الحمراء .
توفيت إفريقا دي لاس إراس في 8 مارس/آذار عام 1988 عن عمر يناهز 77 سنة.